# Чайлай (Нью-Йорк)
Чайлай (англ. Chili) — місто (англ. town) в США, в окрузі Монро штату Нью-Йорк. Населення — 29 123 особи (2020).

## Демографія
Згідно з переписом 2010 року, у місті мешкало 28 625 осіб у 11 263 домогосподарствах у складі 7839 родин. Було 11685 помешкань
Расовий склад населення:
| - 87,6 % — білих - 7,6 % — чорних або афроамериканців - 2,1 % — азіатів - 0,2 % — корінних американців |

До двох чи більше рас належало 1,6 %. Частка іспаномовних становила 2,8 % від усіх жителів.
За віковим діапазоном населення розподілялося таким чином: 22,2 % — особи молодші 18 років, 63,0 % — особи у віці 18—64 років, 14,8 % — особи у віці 65 років та старші. Медіана віку мешканця становила 40,8 року. На 100 осіб жіночої статі у місті припадало 93,5 чоловіків;  на 100 жінок у віці від 18 років та старших — 90,4 чоловіків також старших 18 років.
Середній дохід на одне домашнє господарство  становив 83 434 долари США (медіана — 67 957), а середній дохід на одну сім'ю — 94 176 доларів (медіана — 78 732). Медіана доходів становила 51 213 долари для чоловіків та 48 231 долар для жінок. За межею бідності перебувало 6,7 % осіб, у тому числі 4,3 % дітей у віці до 18 років та 4,3 % осіб у віці 65 років та старших.
Цивільне працевлаштоване населення становило 15 564 особи. Основні галузі зайнятості: освіта, охорона здоров'я та соціальна допомога — 29,5 %, виробництво — 12,4 %, науковці, спеціалісти, менеджери — 11,9 %, роздрібна торгівля — 11,8 %.